# Schaar (gereedschap)

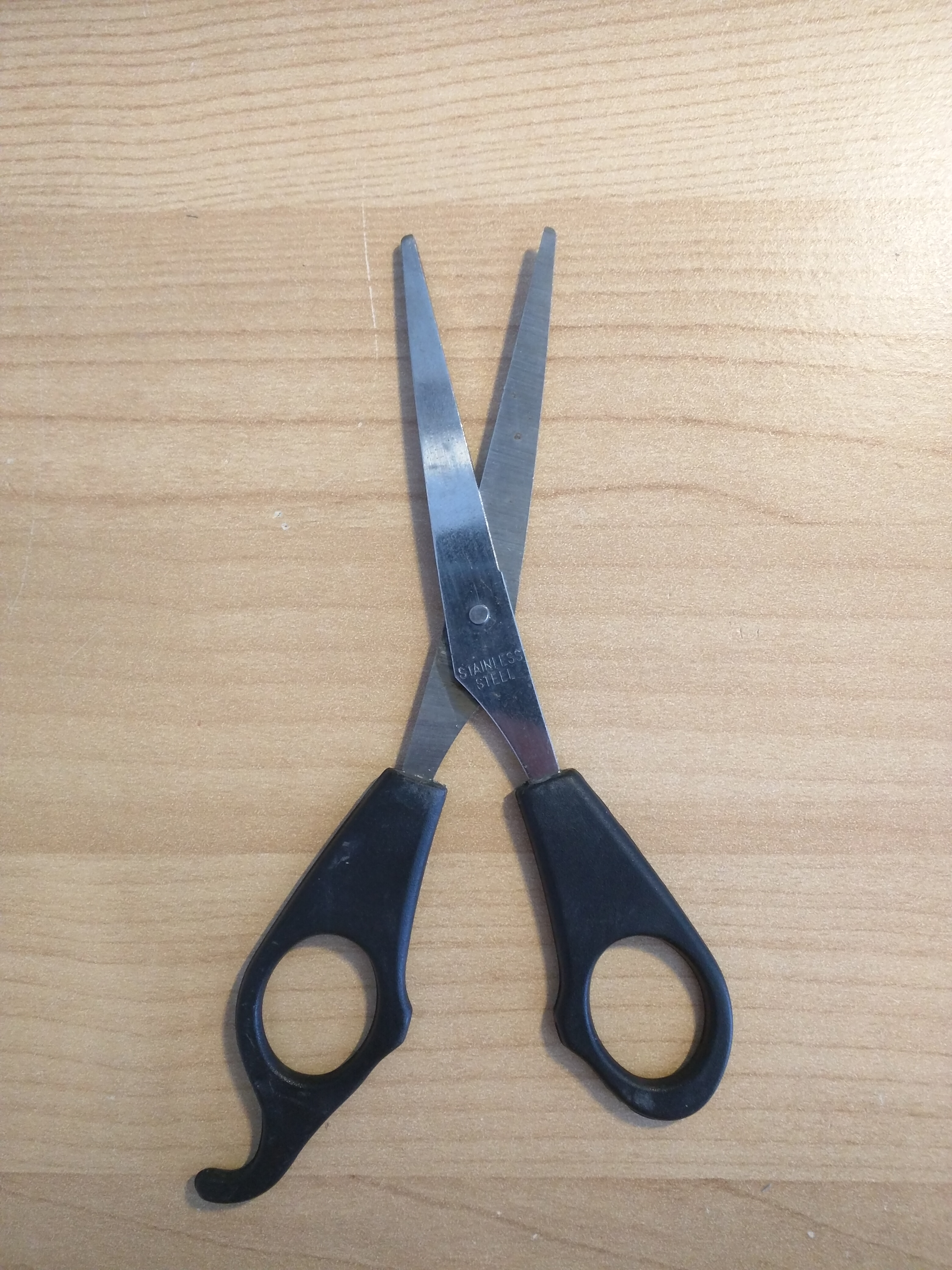
Kappersschaar

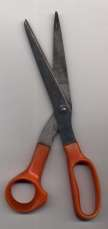
Huishoudschaar met groot oog voor meerdere vingers

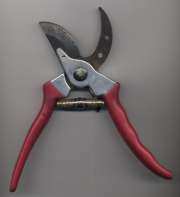
Snoeischaar

Een schaar is een stuk gereedschap dat kan worden gebruikt om allerlei zaken door te knippen of af te knippen. Het knippen is een niet-verspanende bewerking.

## Werking
De knipbeweging gebeurt door twee vrij scherpe en onbuigzame metalen bladen (messen) langs elkaar te schuiven, waar het te knippen voorwerp tussen komt. Materiaalkundig gezien wordt bij knippen gebruikgemaakt van een schuifspanning die plaatselijk zo groot gemaakt wordt dat de te knippen delen van elkaar afschuiven.

## Gebruik
Scharen worden meestal gebruikt voor het knippen van allerlei dunne materialen, zoals papier, karton, folie, blik, textiel, touw en draad. Een huishoudschaar heeft meestal een handvat met twee ogen een voor de duim en de andere voor een of enkele vingers, en een scharnierpunt met een schroef. Sommige scharen hebben net zoals een tang een lang handvat, zodat een hefboom ontstaat waarmee veel kracht kan worden gezet. Voor industrieel gebruik zijn er grote, mechanisch aangedreven scharen.
De meeste scharen zijn voor rechtshandig gebruik gemaakt. Wanneer met de rechterhand kracht wordt gezet, worden de bladen zijwaarts tegen elkaar aangedrukt. Linkshandigen drukken de bladen uit elkaar waardoor deze minder goed werkt. Voor linkshandigen zijn speciale scharen te koop.

## Geschiedenis van de schaar
De Egyptenaren vonden de schaar uit in 1500 v.Chr. De eerste scharen in het Midden-Oosten dateren uit 1000 tot 2000 jaar v.Chr.
In Europa is de schaar als werktuig om textiel en leer mee te snijden rond 500 v.Chr. ontstaan en werd door de Romeinen veel gebruikt. Romeinse scharen zijn van brons of smeedijzer en hebben geen scharnierpunt, maar een verende verbinding aan het uiteinde. De vorm van de schaar zoals wij die kennen, is pas in de Middeleeuwen ontstaan.

## Soorten scharen
Verschillende types scharen zijn:
- nagelschaar, heeft een ronde vorm zodat de nagels van de vingers of tenen wat ronder worden geknipt.
- papierschaar, in volwassen formaten, maar ook botte versies voor kleuters. De botte versies knippen ook, waaruit blijkt dat de messen niet scherp hoeven zijn. Ook zijn er papierscharen die niet recht, maar in kartels knippen, kartelscharen.
- kappersschaar, met zeer strak over elkaar glijdende messen zodat het kleinste en flexibelste haartje kan worden afgeknipt.
- stofschaar, heeft een asymmetrisch handvat zodat de schaar makkelijk onder een groot oppervlak stof door gehaald kan worden. Er zijn ook kartelscharen voor stof, om het rafelen van de stof tegen te gaan.
- ooievaarschaar, klein asymmetrisch schaartje speciaal voor borduurwerk.
- verbandschaar, gebogen en met ronde punt aan onderste mes, om patiënt niet te verwonden bij verwijderen van verband.
- snoeischaar, een sterk model met een kromme bek en een kracht-versterkende hefboom zodat hij geschikt is om takken van struiken en bomen mee te knippen. Ook heeft een snoeischaar geen ringen voor de vingers, maar in plaats daarvan vaak een sterke veer om de bladen weer uit elkaar te bewegen nadat een knipactie is voltooid.
- heggenschaar, een groot model met stevige lange, rechte bladen waarmee voornamelijk bladeren van een heg of struik geknipt kunnen worden.
- blikschaar, geschikt voor het knippen van blik.

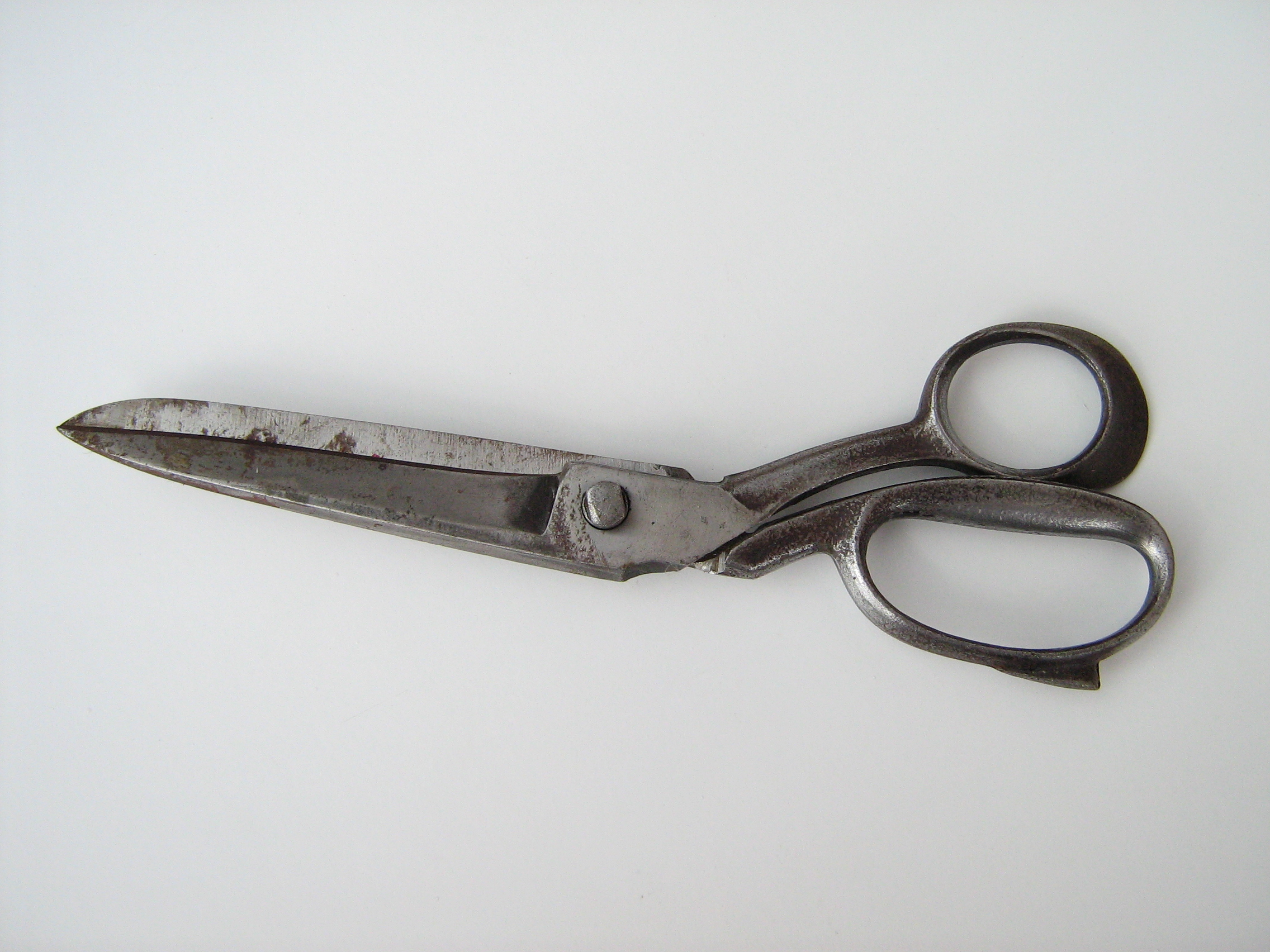
Tapijtschaar

- tapijtschaar, een stevige schaar om tapijt te knippen.
- hydraulische schaar voor het bevrijden van beknelde slachtoffers in voertuigen etc.
- knipschaar, een mechanisch aangedreven schaar waarmee staal- en ander plaatmateriaal geknipt kan worden.
- wildschaar, een zeer stevige schaar (vergelijkbaar met een snoeischaar) om gevogelte en ander wild in stukken te verdelen.
- hefboomschaar, een schaar die wordt gebruikt om metaal te knippen daar waar een blikschaar niet toereikend is. De schaar wordt op tafels of een bok gemonteerd. Het onderste mes van de schaar is vast. Het andere deel is bevestigd aan een hefboom.
- ploegschaar, een onderdeel van een keerploeg. De kouter maakt een verticale snede en de schaar vervolgens een horizontale snede in de grond, waarna het keerblad de grond omkeert in de bij de vorige werkgang gemaakte vore.

Sommige typen tangen worden ook gebruikt om te knippen (kniptang), maar die hebben een ander principe; zij knijpen eerder het voorwerp door, dan dat ze echt knippen met langs elkaar glijdende messen. Zo is er bijvoorbeeld de betonschaar, om betonijzer door te knippen. Deze wordt ook gebruikt om fietsen te stelen, want de meeste fietssloten kunnen er ook mee worden doorgeknipt.

## Onderhoud van de huishoudschaar
Een gewone, niet-roestende schaar vergt geen onderhoud, behalve het af en toe aandraaien van de schroef in het scharnierpunt. Als een schaar bot wordt, wil het knippen van schuurpapier nog weleens helpen.

## Symboliek

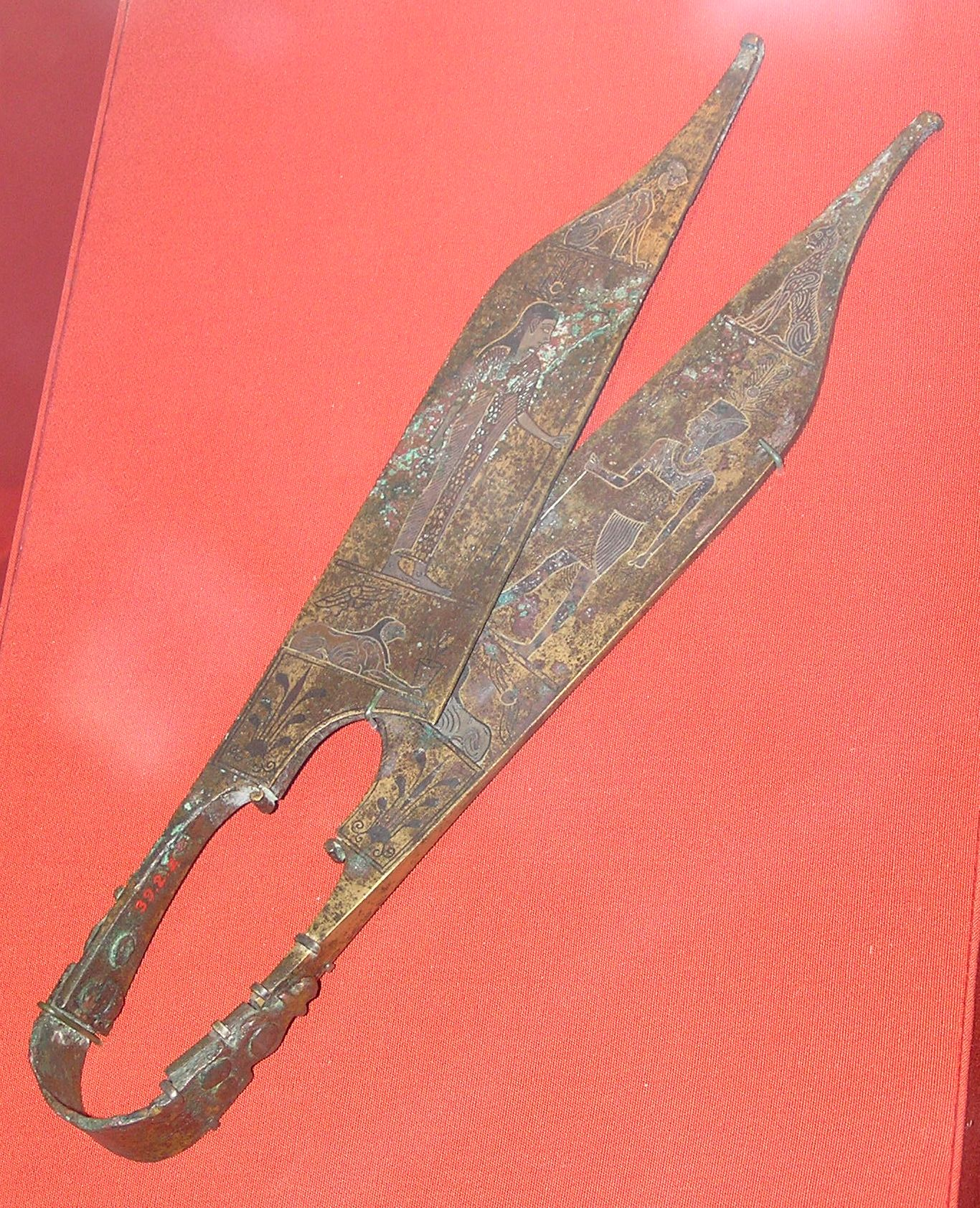
Deze schaar werd waarschijnlijk gebruikt bij rituelen, Turkije, 2e eeuw.

In de iconografie is een schaar het attribuut van Atropos, een van de drie schikgodinnen en ook van de Heilige Agatha, wier borsten werden afgesneden.

## Andere betekenis
Een schaar is ook een onderdeel van de stoomschuifbediening van een stoomlocomotief, bijvoorbeeld de schaar van Stephenson. Dankzij de schaar kan een locomotief voor- en achteruitrijden. Met het knipinstrument heeft dit niets te maken.